# Ghana-Graumull
Der Ghana-Graumull, Togo-Graumull oder Zech-Graumull (Fukomys zechi, Syn.: Cryptomys zechi) ist eine Art der Graumulle (Fukomys) innerhalb der Sandgräber (Bathyergidae), die vor allem an die unterirdische und grabende Lebensweise angepasst ist. Die Art kommt in Westafrika südlich der Sahara in Ghana und Togo vor.

## Merkmale
Der Ghana-Graumull ist ein mittelgroßer Graumull und erreicht eine Kopf-Rumpf-Länge von etwa 17 Zentimetern bei einem Gewicht von etwa 220 Gramm. Der sehr kurze Schwanz wird etwa 15 Millimeter lang, die Hinterfußlänge beträgt 27 Millimeter. Ein ausgeprägter Sexualdimorphismus kommt nicht vor, die Weibchen und Männchen unterscheiden sich weder in Größe noch in Färbung. Das Rückenfell der Tiere ist kurz und samtartig weich. Die Rückenfärbung ist blass zimtbraun bis sandfarben und kann über die Zeit leicht variieren, die Haare sind einfarbig und können eine weiße Basis haben. Der Kopf ist stumpf, auf der Stirn befindet sich bei vielen Individuen ein weißer Fleck. Die Augen sind sehr klein, äußere Ohren fehlen. Die Nagezähne stehen über die Lippen hervor, die Schnurrhaare sind sehr lang. Die Beine sind kurz und die Vorder- und Hinterfüße breit und unbehaart. Sowohl die Vorder- als auch die Hinterfüße haben jeweils fünf Zehen. Der Schwanz ist sehr kurz und erreicht etwa 8 % der Kopf-Rumpf-Länge. Er ist kaum sichtbar und mit kurzen, borstenartigen Haaren besetzt. Die Weibchen besitzen zwei Paar Zitzen im Brustbereich und eines in der Lende, insgesamt also 6 Zitzen.
Die Schädellänge beträgt etwa 43 Millimeter und an der breitesten Stelle ist der Schädel etwa 31 Millimeter breit. Die Zahnreihe vom vierten Prämolar bis zum letzten Molar des Oberkiefers ist 8,3 Millimeter lang. Wie bei allen anderen Graumullen ist er kräftig gebaut, die Mahlzähne sind klein und einfach ausgebildet. Das Nasenbein ist am Vorderende am breitesten ausgebildet. Das Foramen infraorbitale ist bei dieser Art rundoval mit einem Durchmesser von etwa 2 Millimeter und dickwandig. Die oberen Schneidezähne sind nicht gefurcht und mit einer Breite von etwa 3,2 Millimetern vergleichsweise breit.
Verwechslungsgefahr besteht mit dem Nigerianischen Graumull (Fukomys foxi), der im Durchschnitt etwas kleiner ist. Er ist zudem dunkel-sepiabraun und unterscheidet sich vom Ghana-Graumull durch verschiedene Merkmale des Schädels wie der Form des Nasenbeins, das die breiteste Stelle im hinteren Bereich aufweist, und die deutlich schmaleren Schneidezähne. Die Art kommt zudem nur in Nigeria vor.

## Verbreitung
Der Ghana-Graumull kommt in Westafrika südlich der Sahara im östlichen und zentralen Ghana zwischen den Flussläufen des Oti und des Volta sowie in Togo vor. Nach anderen Quellen lebt die Art als Endemit nur in Ghana, während die Zuschreibung für Togo allein auf den Fundort des Typus im Umland des damals zu Togo gehörenden Kete Krachi, das heute zu Ghana gehört, zurückgeführt wird. Eine weitere Zuschreibung aus dem Südwesten des Sudan wird als Fehlzuordnung eines Zentralafrikanischen Graumulls (Fukomys ochraceocinereus) gewertet.

## Lebensweise
Der Ghana-Graumull lebt unterirdisch im Grasland in schluffigen Lehmböden, das in der Regel von einzelnen Bäumen wie etwa Khaya senegalensis, dem Karitébaum (Vitellaria paradoxa), dem Afrikanischen Affenbrotbaum (Adansonia digitata), Parkia clappentoniana und dem Kapokbaum (Ceiba pentandra) bestanden ist, sowie in landwirtschaftlich genutzten Flächen.
Über die Biologie der Art liegen nur sehr wenige Angaben vor, sie entspricht jedoch wahrscheinlich der anderer Graumulle. Die Tiere leben in Kolonien in unterirdischen Bauen. Eine Kolonie besteht aus einem bis sieben, im Durchschnitt vier Tieren, die zu etwa gleichen Teilen aus Männchen und Weibchen bestehen und wahrscheinlich eine Familie sind. Die Fortpflanzung ist auf ein Paar innerhalb der Kolonie beschränkt. Die Tiere sind herbivor und ernähren sich von unterirdischen Knollen, Wurzeln und anderen Pflanzenteilen, darunter in landwirtschaftlichen Nutzflächen Yams und Cassava. Das Weibchen kann wahrscheinlich zwei Mal im Jahr ein bis zwei Jungtiere bekommen, die Lebensdauer wird auf fünf bis sechs Jahre geschätzt.

## Systematik
Der Ghana-Graumull wird als eigenständige Art innerhalb der Gattung der Graumulle (Fukomys) eingeordnet, die aus zehn bis vierzehn Arten besteht. Die wissenschaftliche Erstbeschreibung stammt von dem deutschen Naturforscher Paul Matschie aus dem Jahr 1900, der die Tiere aus der Deutschen Kolonie Togo im Umland von Kete Krachi, heute Ghana, unter dem Namen Georychus zechi beschrieb. Die Art wurde später in die Gattung Cryptomys überführt, 2006 wurde diese Gattung anhand von molekularbiologischen Merkmalen in zwei Gattungen aufgetrennt. Der Ghana-Graumull wurde dabei mit den meisten anderen Arten der neuen Gattung Fukomys zugeteilt, die Aufspaltung wurde jedoch nicht allgemein angenommen. Teilweise wurde der Ghana-Graumull als Synonym zum Zentralafrikanischen Graumull (Fukomys ochraceocinereus) betrachtet.
Innerhalb der Art werden aktuell neben der Nominatform keine Unterarten unterschieden.

## Status, Bedrohung und Schutz
Der Ghana-Graumull wird von der International Union for Conservation of Nature and Natural Resources (IUCN) als „nicht gefährdet“ (least concern) eingeordnet. Begründet wird dies durch das regelmäßige Auftreten im Verbreitungsgebiet und das Fehlen bestandsgefährdender Risiken. Er kommt unter anderem im Mole-Nationalpark vor. In Teilen von Ghana wird die Art als landwirtschaftlicher Schädling betrachtet.

## Belege
1. 1 2 3 4 5 6 7 8 9  Nigel C. Bennett: Cryptomys zechi - Togo Mole-Rat In: Jonathan Kingdon, David Happold, Michael Hoffmann, Thomas Butynski, Meredith Happold und Jan Kalina (Hrsg.): Mammals of Africa Volume III. Rodents, Hares and Rabbits. Bloomsbury, London 2013, S. 661–662; ISBN 978-1-4081-2253-2.
2. 1 2 3 4  Fukomys zechi in der Roten Liste gefährdeter Arten der IUCN 2016.2. Eingestellt von: S. Maree, C. Faulkes, D. Schlitter, 2008. Abgerufen am 5. Oktober 2016.
3. 1 2 3 4  R.L. Honeycutt: Ghana Mole-rat - Fukomys zechi. In: Don E. Wilson, T.E. Lacher, Jr., Russell A. Mittermeier (Herausgeber): Handbook of the Mammals of the World: Lagomorphs and Rodents 1. (HMW, Band 6), Lynx Edicions, Barcelona 2016; S. 368. ISBN 978-84-941892-3-4.
4. ↑  Colleen M. Ingram, Hynek Burda, Rodney L. Honeycutt: Molecular phylogenetics and taxonomy of the African mole-rats, genus Cryptomys and the new genus Coetomys Gray, 1864. Molecular Phylogenetics and Evolution 31 (3), 2004; S. 997–1014. doi:10.1016/j.ympev.2003.11.004
5. ↑  Dieter Kock, Colleen M. Ingram, Lawrence J. Frabotta, Rodney L. Honeycutt, Hynek Burda: On the nomenclature of Bathyergidae and Fukomys n. gen. (Mammalia: Rodentia). Zootaxa 1142, 2006; S. 51–55.
6. 1 2 3  Cryptomys zechi. In: Don E. Wilson, DeeAnn M. Reeder (Hrsg.): Mammal Species of the World. A taxonomic and geographic Reference. 2 Bände. 3. Auflage. Johns Hopkins University Press, Baltimore MD 2005, ISBN 0-8018-8221-4.